# Ettal
Ettal ist eine Gemeinde und ein Pfarrdorf im oberbayerischen Landkreis Garmisch-Partenkirchen. Die Hauptsehenswürdigkeiten sind Kloster Ettal und Schloss Linderhof.

## Geographie

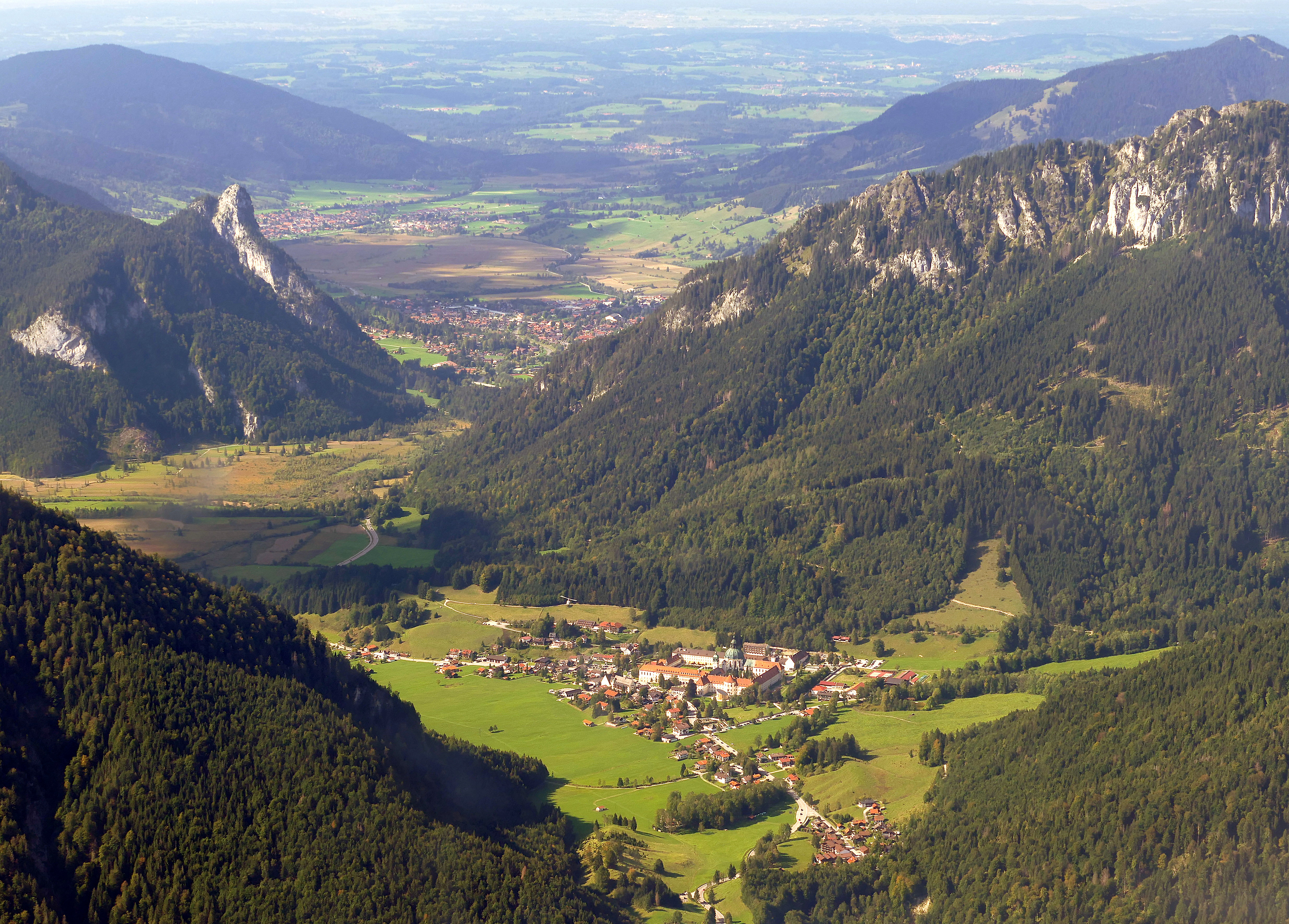
Luftbild von Ettal mit dem Kloster Ettal gen Norden.

### Lage
Die Gemeinde liegt rund zehn Kilometer nördlich von Garmisch-Partenkirchen in der Region Oberland auf dem Ettaler Sattel zwischen dem fünf Kilometer nordwestlich gelegenen Oberammergau im Ammertal und Oberau, das etwa fünf Kilometer südöstlich im Loisachtal liegt. Die Bundesstraße 23 verbindet die genannten Orte. Es grenzt an das Ammergebirge. Ettal liegt im Naturpark Ammergauer Alpen. Das Gemeindegebiet erstreckt sich in West-Ost-Richtung ab Linderhof über das Graswangtal bis zum Ettaler Weidmoos.

### Gemeindeteile
Es gibt fünf Gemeindeteile (in Klammern ist der Siedlungstyp angegeben):
- Dickelschwaig (Einöde)
- Ettal (Pfarrdorf)
- Graswang (Kirchdorf)
- Linderhof (Dorf)
- Rahm (Einöde)

### Klima
Der Jahresniederschlag beträgt 1565 mm und liegt damit im obersten Dreißigstel der von den Messstellen des Deutschen Wetterdienstes erfassten Werte. Der trockenste Monat ist der Oktober; am meisten regnet es im Juli. Im niederschlagsreichsten Monat fällt etwa 2,4-mal mehr Regen als im trockensten Monat. Damit liegt Ettal bei den jahreszeitlichen Niederschlagsschwankungen im obersten Hundertstel aller Messstationen.

## Geschichte

### Bis zur Gemeindegründung
Kloster Ettal wurde von Kaiser Ludwig dem Bayern im Graswangtal am 28. April 1330 als Teil eines Gelöbnisses gegründet. Der Ort Ettal war vor 1803 Sitz eines Oberen und Unteren Gerichts des gefreiten (ehemals reichsunmittelbaren) Klostergerichts Ettal. Das Kloster Ettal wurde 1803 säkularisiert, seine Besitzungen gingen an den Staat. Die ehemaligen Klostergebäude wurden vom Staat versteigert. Es siedelten sich neue Familien an.
Die politische Gemeinde Ettal entstand mit dem Gemeindeedikt von 1818 und setzte sich aus den Bauern von Graswang und Linderhof und den Familien in Ettal zusammen. Die Gemeinde unterstand dem Landgericht Schongau.

### 19. bis 21. Jahrhundert
Pfarrei und Schule wurden im ehemaligen Kloster rechts der Kirche untergebracht. In einem bescheidenen Gemeinwesen entwickelte sich eine Musikkapelle mit Sängern, die Freiwilligen Feuerwehren in Ettal und Graswang, der Veteranenverein nach dem Krieg 1870/71 und 1899 der Volkstrachtenverein. Auf dem Gelände des Linderhofs, der im Besitz der Wittelsbacher war, ließ König Ludwig II. ab 1869 das Schloss Linderhof mit großen Parkanlagen errichten.
Nach mehrfachem Besitzwechsel erwarb 1900 Kloster Scheyern die ehemaligen Klostergebäude und gründete zunächst ein Priorat, das 1907 wieder zur Abtei erhoben wurde. Heute beherbergen die Klostergebäude neben der Abtei auch ein Jungeninternat mit Tagesheim (bis 2024) sowie ein Gymnasium, das Benediktinergymnasium Ettal.

### Wärmekraftwerk
Im Jahr 1878 errichtete Sigmund Schuckert in Linderhof das erste Wärmekraftwerk der Welt. Es bestand aus 24 von einer Dampfmaschine angetriebenen Generatoren und diente dazu, in Schloss Linderhof eine permanente elektrische Beleuchtung zu betreiben.

### Einwohnerentwicklung
Zwischen 1988 und 2018 sank die Einwohnerzahl von 955 auf 775 um 180 Einwohner bzw. um 18,9 %.
| Jahr      | 1910 | 1970 | 1987 | 1991 | 1995 | 2000 | 2005 | 2010 | 2015 |
| --------- | ---- | ---- | ---- | ---- | ---- | ---- | ---- | ---- | ---- |
| Einwohner | 741  | 1022 | 911  | 981  | 964  | 860  | 813  | 784  | 789  |

## Politik
Die Gemeinde ist Mitglied der Verwaltungsgemeinschaft Unterammergau.

### Bürgermeister
Erste Bürgermeisterin ist seit dem 1. Mai 2020 Vanessa Voit (Freie Wählergemeinschaft Ettal).

### Gemeinderat
Der Gemeinderat besteht aus acht Mitgliedern, alle gehören der Freien Wählergemeinschaft Ettal an.

### Wappen
| Wappen von Ettal | Blasonierung: „Geteilt von Gold und Blau; oben ein wachsender, rot bewehrter schwarzer zweiköpfiger Adler, unten das Wort „etal“ in gotischen Kleinbuchstaben.“ |
| Wappen von Ettal | Wappenbegründung: Der Doppeladler geht auf den Gründer Kaiser Ludwig den Bayern zurück, dessen Wappentier dieser Adler war. „etal“ ist der ursprüngliche Name von Ettal und bedeutet Tal der Ehe (Gelöbnis, Versprechen). Kaiser Ludwig der Bayer gab das Versprechen ab, an dieser Stelle ein Kloster zu gründen. Dieses Wappen wird seit 1968 geführt. |

## Bauwerke
Bekannt sind vor allem
- das Kloster Ettal mit seiner barockisierten Kuppelkirche Mariä Himmelfahrt
- das Schloss Linderhof, das König Ludwig II. im 19. Jahrhundert errichten ließ

## Wirtschaft und Infrastruktur

### Wirtschaft einschließlich Land- und Forstwirtschaft
Wirtschaftliche Bedeutung am Ort hat insbesondere Kloster Ettal mit seinen Betrieben. Zum Kloster gehören landwirtschaftliche Betriebe, mehrere Gasthöfe sowie ein Gymnasium mit angeschlossenem Internat, eine Schnapsbrennerei und ein Kunstverlag.

### Bildung
Es gibt folgende Einrichtungen:
- ein Kindergarten
- das Benediktinergymnasium Ettal mit angeschlossenem Internat und Tagesheim mit circa 450 Schülern

### Tourismus
Die Gemeinde ist staatlich anerkannter Luftkurort.
Die Gemeinde gehört zur Tourismusregion Ammergauer Alpen. Touristisch vertreten wird die Region durch die Ammergauer Alpen GmbH. Zur Naturparkregion Ammergauer Alpen gehören neben Ettal die Orte Oberammergau, Unterammergau, Bad Bayersoien, Bad Kohlgrub und Saulgrub/Altenau/Wurmansau.
Im Jahr 2018 wurden im Gemeindegebiet über 113.000 Übernachtungen und etwa 61.000 Ankünfte generiert.

## Persönlichkeiten

### Söhne und Töchter der Gemeinde
- Franz Ludwig Herrmann (1723–1791), Barockmaler
- Egid Verhelst der Jüngere (1733–1804), bekannter Kupferstecher, Akademieprofessor in Mannheim
- Joseph Benedikt Heyrenbach (1738–1779), Jesuit, Historiker und Bibliothekar
- Michael Pössinger (1919–2003), Offizier
- Mirl Buchner (1924–2014), Skirennläuferin, Medaillengewinnerin bei den Olympischen Winterspielen 1952 in Oslo

### Mit der Gemeinde verbundene Persönlichkeiten
- Sergei Sergejewitsch Prokofjew (1891–1953), Komponist, lebte von 1922 bis 1923 in Ettal

## Galerie

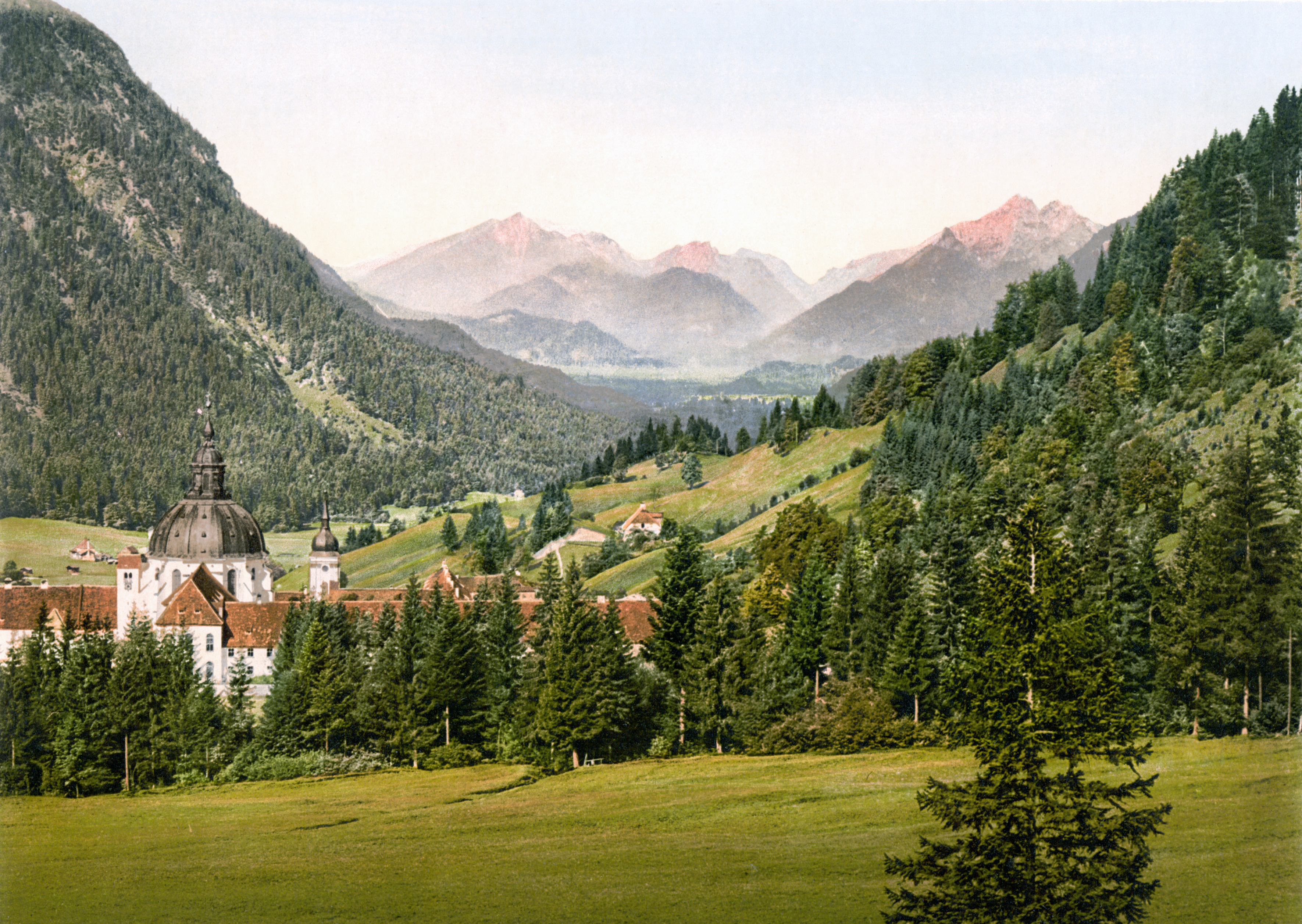
Ettal um 1900
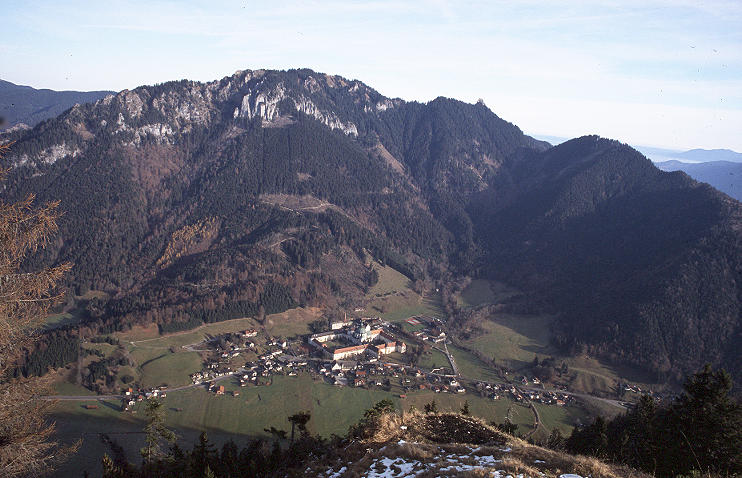
Ettal vom Ochsensitz aus
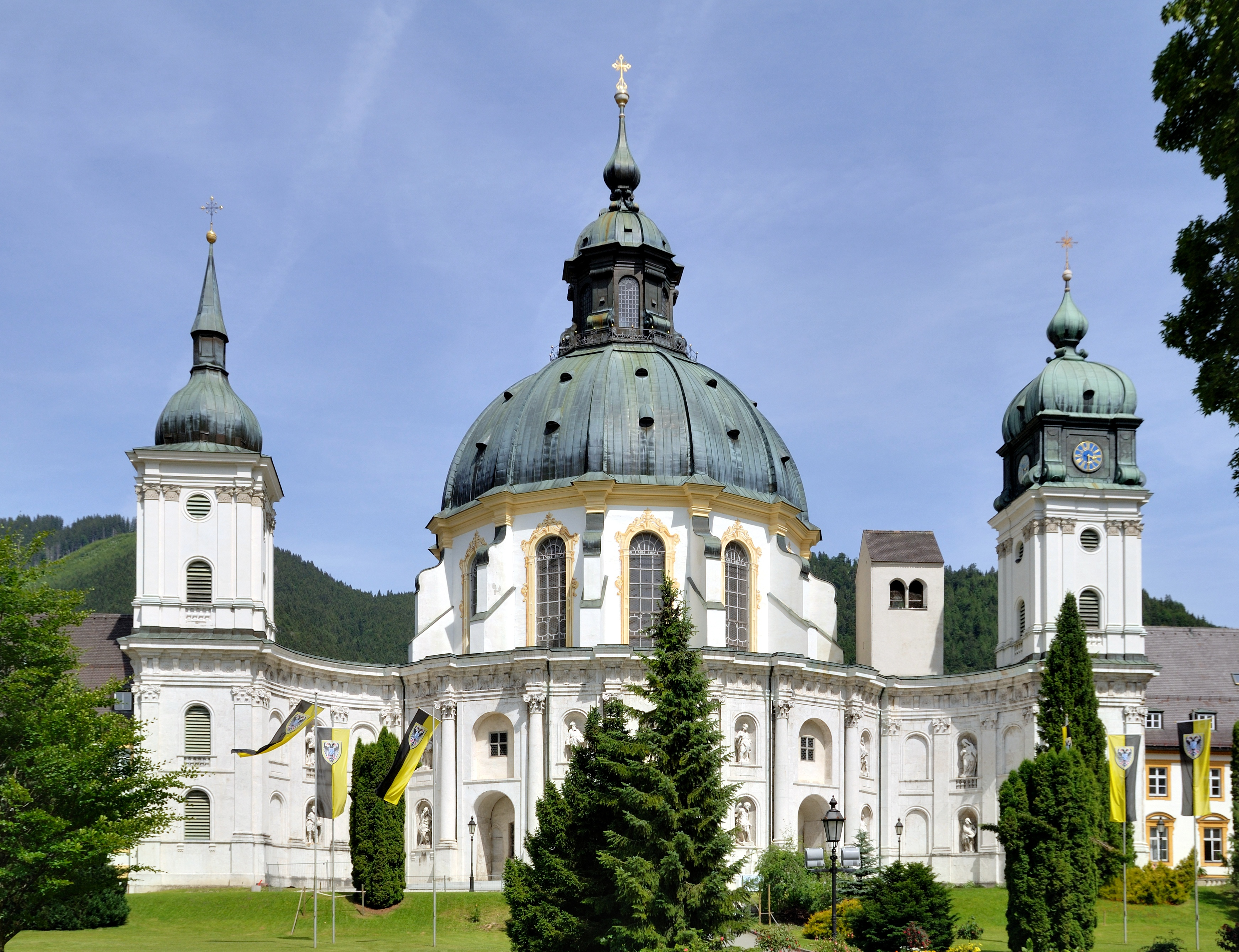
Klosterkirche Ettal
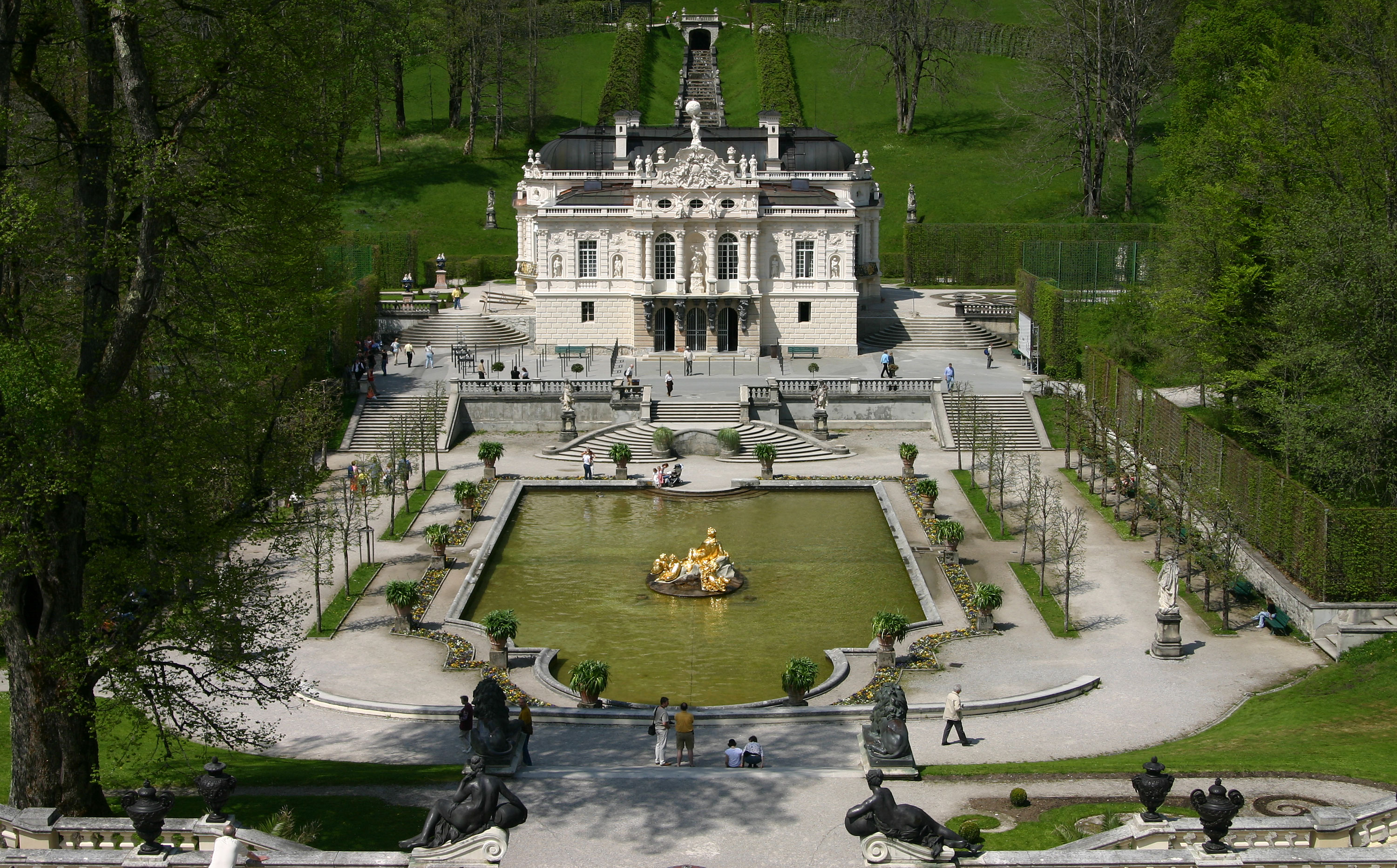
Schloss Linderhof
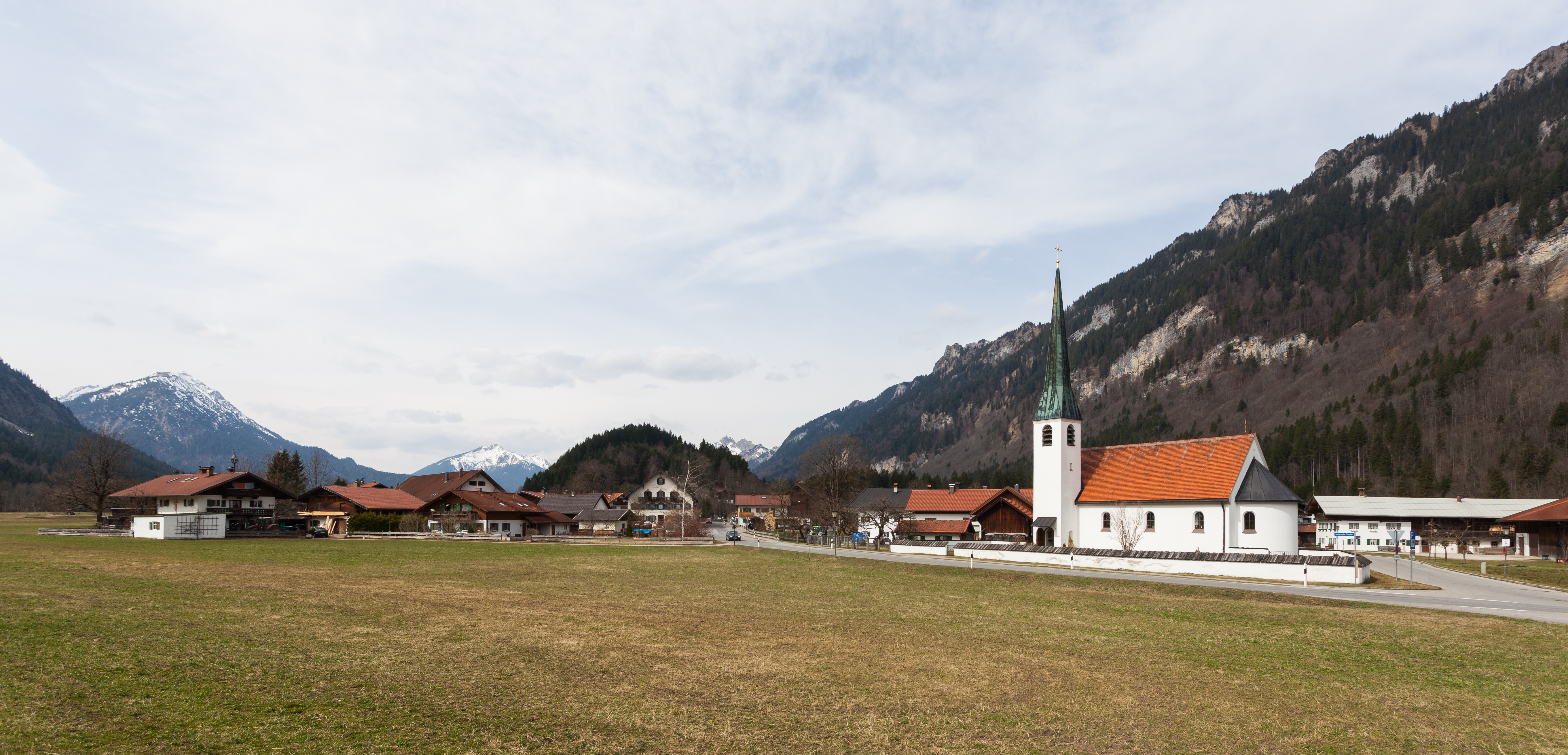
Graswang mit Maria-Schutz-Kirche